# Cantó de Doma
El cantó de Doma és un cantó francès del departament de la Dordonya, situat al districte de Sarlat e la Canedat. Té 14 municipis i el cap és Doma.

## Municipis
- Bosic
- Castèlnòu e la Capèla
- Senac e Sent Julian
- Daglan
- Doma
- Florimont e Gaumièr
- Graulejac
- Nabirac
- Sent Albin de Nabirac
- Sent Cibranet
- Sent Laurenç de Valech
- Sent Marçal de Nabirac
- Sent Plemponh
- Veirinas de Doma

## Història
| Data d'elecció                           | Identitat      | Partit | Qualitat |
| ---------------------------------------- | -------------- | ------ | -------- |
| 1988-                                    | Germinal Peiro | PS     |          |
| les dades anteriors no són pas conegudes |                |        |          |
|                                          |                |        |          |

## Demografia
| 1962  | 1968  | 1975  | 1982  | 1990  | 1999  | 2006  |
| ----- | ----- | ----- | ----- | ----- | ----- | ----- |
| 6.091 | 5.869 | 5.735 | 5.733 | 5.900 | 6.039 | 6.471 |